# Justinas Bonaventūra Pranaitis

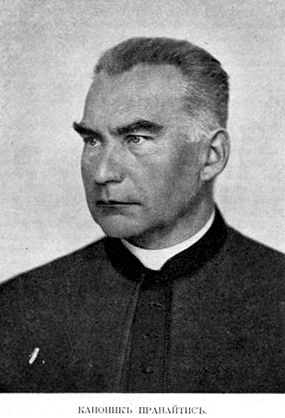
Justinas Pranaitis

Justinas, auch Justinus, Bonaventūra Pranaitis (* 27. Juli 1861 in Panenupiai bei Griškabūdis, Gouvernement Suwalki, Russisches Kaiserreich; † 28. Januar 1917 in Petrograd) war ein litauischer römisch-katholischer Priester und Antisemit.

## Leben und Wirken
Pranaitis war Kind litauischer Bauern. Er besuchte das humanistische Gymnasium in Marijampolė und ab 1878 das Priesterseminar in Sejny.
Nachdem er 1886 zum Priester geweiht wurde, erhielt er im Jahr darauf den Magistergrad der Theologie der Geistlichen Akademie in Sankt Petersburg und übernahm dort das Lektorat für Hebräische Sprache. Er war Schüler des Semitisten Daniel Chwolson, der orientalische Sprachen an der Universität St. Petersburg lehrte.
1890 wurde Pranaitis zum Kaplan ernannt und war von 1891 bis 1893 Präfekt. Er unterrichtete Hebräisch, Liturgie, Kirchengesang und gab, auch auf Litauisch, Religionsunterricht. Auf der Wassili-Insel (St. Petersburg) errichtete er ein Waisenasyl. Wegen eines Betrugsskandals wurde er kurzzeitig nach Twer verbannt, allerdings bald rehabilitiert und erhielt vom Zar Nikolaus II. den Sankt-Stanislaus-Orden 3. Klasse.
Eindrücke von Reisen in katholische Gemeinden Nischni Nowgorods, Sibiriens und Turkestans ließen ihn zum Seelsorger und Missionar werden. Er ging im Oktober 1902 als Priester nach Taschkent. Unter seinem Einfluss entstanden Kirchen und Gemeindehäuser in Aşgabat, Buchara, Samarkand, Alma-Ata und Taschkent. Er bereiste auch die Mandschurei, Sachalin und Japan. 1915 wurde er Vorsitzer der Römisch-Katholischen Wohlfahrtsgesellschaft in Turkestan und begab sich 1916 wegen einer Erkrankung nach St. Petersburg, wo er im Januar 1917 verstarb. Von antisemitischer Seite wurde auch spekuliert, dass er ermordet worden sei, da sein Tod mit den Unruhen in den Wochen vor der Februarrevolution 1917 zusammenfiel.

## Antisemitismus
Pranaitis Interesse galt der jüdischen Religion, dem Talmud und der seiner Meinung nach eng damit verbundenen Freimaurerei. Er veröffentlichte 1892 die aus seiner Dissertation von 1886 entwickelte Schrift Christianus in Talmude Iudaeorum sive Rabbinicae doctrinae de Christianis secreta, die kirchlich imprimiert, später übersetzt und seither verlegt wird (heute popularisiert als Talmud unmasked). Nach einer Gliederung der einzelnen Schriften des Talmuds und deren Entstehungsgeschichte betrachtet er besonders das Verhältnis zu Nichtjuden in den Gesetzestexten. Er bezog sich bei der Interpretation auf die Werke antirabbinischer Autoren wie Aron/August Briman(n)/Justus, Jakob Ecker oder August Rohling und versuchte durch Gegenüberstellungen von hebräischem Originaltext und lateinischer Übersetzung zu beweisen, dass die Juden durch Talmud, Schulchan Aruch und Sohar verpflichtet seien, Christen zu schaden, ja deren Ausrottung zu betreiben. Das Werk ist heute in vielen Ländern indiziert.

## Beilis-Prozess
1912 wurde er als vorgeblicher Talmud-Spezialist zum Sachverständigen der Anklage im Prozess um die sogenannte Beilis-Affäre berufen, bei dem der jüdische Handlungsgehilfe Mendel Beilis (Bejlis) des Ritualmordes an einem christlichen Kind, das mit zahlreichen Messerstichen gefunden worden war, angeklagt wurde. Sein Gutachten sollte die Ankläger bestätigen. Seine Kompetenz wurde jedoch von den Geschworenen in Zweifel gezogen, da er in der Befragung keines der ihm vorgelegten hebräischen Wörter aus dem Talmud richtig zuordnen konnte, wie die stenografische Mitschrift des Prozesses zeigt:
- Frage: Was ist die Bedeutung des Wortes Hullin?
- Pranaitis: Ich weiß es nicht.
- Frage: Was ist die Bedeutung des Wortes Erubin?
- Pranaitis: Ich weiß es nicht.
- Frage: Was ist die Bedeutung des Wortes Yebamot?
- Pranaitis: Ich weiß es nicht.
- Frage: Wann lebte Baba Batra und was hat sie getan?
- Pranaitis: Ich weiß es nicht.[2]

„Die letzte Frage – ähnlich als fragte man einen vorgeblichen Bewohner Londons ‚Wer war Victoria Station und was hat sie getan?‘ – war ausschlaggebend, als sie den Geschworenen erklärt wurde. Baba Batra ist ein Traktat des Talmuds, das Gelehrten, Studenten und auch vielen jüdischen Laien wohl bekannt war.“
Der Beschuldigte Beilis saß zwei Jahre im Gefängnis, ehe es zum Freispruch kam. Der Prozess erregte weltweit Aufsehen.